# Toomorrow
Albums de Wagon Christ
We Hear You -
Toomorrow est un album de musique électronique de Wagon Christ, sorti en 2011 sur le label Ninja Tune.

## Titres
| 1.    | Introfunktion                   | 2:16 |
| 2.    | Toomorrow                       | 4:18 |
| 3.    | Manalyze This!                  | 4:30 |
| 4.    | Ain't He Heavy, He's My Brother | 4:16 |
| 5.    | Accordian McShane               | 3:32 |
| 6.    | My Lonely Scene                 | 3:46 |
| 7.    | Respectrum                      | 3:37 |
| 8.    | Rennie Codgers                  | 0:30 |
| 9.    | Oh, I'm Tired                   | 5:34 |
| 10.   | Wake Up                         | 6:34 |
| 11.   | Lazer Dick                      | 5:14 |
| 12.   | Sentimental Hardcore            | 4:21 |
| 13.   | Chunkothy                       | 4:07 |
| 14.   | Harmoney                        | 4:11 |
| 15.   | Mr. Mukatsuku                   | 4:02 |
| 60:48 |                                 |      |